# Регламент про пруденційні вимоги для кредитних установ
Регла́мент про пруде́нційні вимо́ги для креди́тних устано́в (№ 575/2013) — нормативно-правовий акт Європейського Союзу, спрямований на зменшення ймовірности того, що банки стануть неплатоспроможними. Разом із Директивою про кредитні установи 2013 року, Регламент про пруденційні вимоги для кредитних установ 2013 року (CRR 2013) відображає правила Базеля III щодо вимірювання та стандартів капіталу.
Попередні правила були засновані в Директивах щодо вимог до кредитних установ (2006/48 та 2006/49). Нові правила разом у ЗМІ іноді називають пакетом «CRD IV». Застосовується з 1 січня 2014 року. Це третій набір поправок до початкових директив після двох попередніх набірів переглядів, ухвалених Комісією у 2008 (CRD II) та 2009 (CRD III).

## Обґрунтування
Фінансова криза показала, що втрати у фінансовому секторі можуть бути надзвичайно великими, коли спаду передує період надмірного зростання кредитування. Фінансова криза виявила вразливі місця в регулюванні та нагляді за банківською системою на європейському та світовому рівнях. Інституції увійшли в кризу з капіталом недостатньої кількости та якости, і для того, щоб зберегти фінансову стабільність, уряди були змушені надати підтримку банківському сектору в багатьох державах.

## Зміст
Цей пакет нормативних актів імплементує Базель III в Європейському Союзі. Незважаючи на те, що нові правила дотримуються балансу та рівня амбіцій Базеля III, існує дві причини, чому Базель III не можна просто скопіювати/вставити в законодавство ЄС, і, отже, точне впровадження рамок Базель III оцінюється за наявности щодо суті правил. По-перше, Базель III не є законом. Це остання конфігурація набору узгоджених на міжнародному рівні стандартів, розроблених органами нагляду та центральними банками. Він має пройти через процес демократичного контролю, оскільки воно транспонується в законодавство ЄС і національне законодавство. Крім того, у той час як Базельські угоди про достатність капіталу застосовуються до «міжнародно активних банків», у ЄС вони стосуються всіх банків (понад 8300), а також інвестиційних компаній. Така широка сфера застосування необхідна в ЄС, оскільки банки, авторизовані в одній державі-члені, можуть надавати свої послуги на єдиному ринку ЄС (відомому як «банківський паспорт ЄС») і, таким чином, більш ніж імовірно, що будуть брати участь у транскордонному бізнесі.
У цій структурі попередня CRD була розділена на два законодавчі інструменти: директиву, що регулює доступ до депозитної діяльности, та регламент, що встановлює пруденційні вимоги, яких повинні дотримуватися установи. Хоча держави-члени транспонували директиву в національне законодавство, регламент має пряме застосування, що означає, що він є законом, який негайно набуває чинности в усіх державах-членах так само, як національний інструмент, без будь-яких подальших дій з боку національної влади. Це усуває основні джерела національних розбіжностей. Це також пришвидшує процес регулювання та полегшує реагування на зміни ринкових умов, і підвищує прозорість, оскільки одне правило, прописане в регламенті, застосовуватиметься на всьому Єдиному ринку.
| Директива (Стійкі зв’язки з національним законодавством, менш директивні) | Регламент (Докладні та суворо директивні положення, що встановлюють єдиний звід правил) |
| ------------------------------------------------------------------------- | --------------------------------------------------------------------------------------- |
| Доступ до початку/заняття бізнесом                                        | Капітал                                                                                 |
| Здійснення свободи заснування та вільного руху послуг                     | Ліквідність                                                                             |
| Пруденційний нагляд                                                       | Кредитне плече                                                                          |
| Буфери капіталу                                                           | Кредитний ризик контрагента                                                             |
| Корпоративне управління                                                   | Великі експозиції                                                                       |
| Санкції                                                                   | Вимоги до розкриття інформації (рівень 3)                                               |

### Європейське доповнення до Базеля III
Під час реалізації угоди Базель III в ЄС враховувалися капітал, ліквідність і коефіцієнт левериджу, що охоплювало весь баланс банків. Окрім впровадження Базеля III, пакет вносив низку важливих змін до банківської нормативної бази. До директиви додається таке:
- Система винагороди була додатково посилена щодо вимог до співвідношення між змінною (або преміальною) частиною винагороди та фіксованою частиною (або окладом) з метою подолання надмірного прийняття ризиків. За результатами роботи, починаючи з 1 січня 2014 року, змінна складова загальної винагороди не повинна перевищувати 100% фіксованої складової загальної винагороди осіб, які приймають на себе суттєві ризики. У виняткових випадках та за певних умов акціонер може збільшити це максимальне співвідношення до 200%;
- CRD IV посилює вимоги до механізмів і процесів корпоративного управління та запроваджує нові правила, спрямовані на підвищення ефективности нагляду за ризиками з боку рад директорів, покращення статусу функції управління ризиками та забезпечення ефективного моніторингу з боку наглядових органів за управлінням ризиками;
- Різноманітність у складі наглядових рад має сприяти ефективному нагляду за ризиками з боку наглядових рад, забезпечуючи ширший спектр поглядів та думок і, таким чином, уникаючи явища групового мислення. Таким чином, CRD IV запроваджує низку вимог, зокрема щодо ґендерного балансу;
- Підвищення прозорости. CRD IV підвищує прозорість діяльности банків та інвестиційних фондів у різних країнах, зокрема щодо прибутку, податків та субсидій у різних юрисдикціях. Це вважається важливим для відновлення довіри громадян ЄС до фінансового сектору;
- Буфер системного ризику;
- Буфер іншого системного закладу.

Нові правила спрямовані на те, щоб максимально зменшити залежність кредитних установ від зовнішніх кредитних рейтингів, вимагаючи, щоб усі інвестиційні рішення банків ґрунтувалися не лише на рейтингах, але й на їх власній внутрішній кредитній думці; і щоб банки зі значною кількістю ризиків у певному портфелі розробляли внутрішні рейтинги для цього портфеля замість того, щоб покладатися на зовнішні рейтинги для розрахунку своїх вимог до капіталу.
Основним доповненням Регламенту є «Єдиний звід правил», метою якого є надання єдиного набору узгоджених пруденційних правил, яких повинні дотримуватися інституції в усьому ЄС. Термін «Єдиний звід правил» був введений у 2009 році Європейською радою для позначення мети уніфікованої нормативно-правової бази для фінансового сектору ЄС, яка завершить створення єдиного ринку фінансових послуг. Вони забезпечують однакове застосування Базеля III у всіх державах-членах, закриють регуляторні лазівки та таким чином сприяють більш ефективному функціонуванню внутрішнього ринку. Ці правила усувають велику кількість національних варіантів і дискреційних повноважень із CRD і дозволяють державам-членам застосовувати суворіші вимоги лише тоді, коли це виправдано національними обставинами, необхідне з міркувань фінансової стабільности або через специфічний профіль ризику банку.

## Поетапне впровадження
Початкова пропозиція Комісії відповідала графіку, узгодженому в Базельському комітеті та в рамках G20: застосування нового законодавства з 1 січня 2013 року, а повна імплементація – з 1 січня 2019 року, відповідно до міжнародних зобов'язань. Враховуючи детальні дискусії під час трилогів та їх вплив на тривалість законодавчого процесу, нове законодавство було опубліковане 27 червня 2013 року і повністю набуло чинности 17 липня 2013 року. Установи повинні були застосовувати нові правила з 1 січня 2014 року, а повна імплементація – з 1 січня 2019 року.